# Orientation
Orientation – drugi minialbum fińskiego zespołu power metalowego Sonata Arctica.

## Spis utworów
1. "Black Sheep"
2. "Mary-Lou" (wersja akustyczna)
3. "The Wind Beneath My Wings" (cover Bette Midler)
4. "Die With Your Boots On" (cover Iron Maiden)
5. Teledysk "Wolf & Raven"
6. Wywiad z zespołem na festiwalu Tuska 2002

## Twórcy
- Tony Kakko – śpiew
- Jani Liimatainen – gitara
- Marko Paasikoski – gitara basowa
- Mikko Härkin – instrumenty klawiszowe
- Tommy Portimo – instrumenty perkusyjne